# Lanan, Tyresta

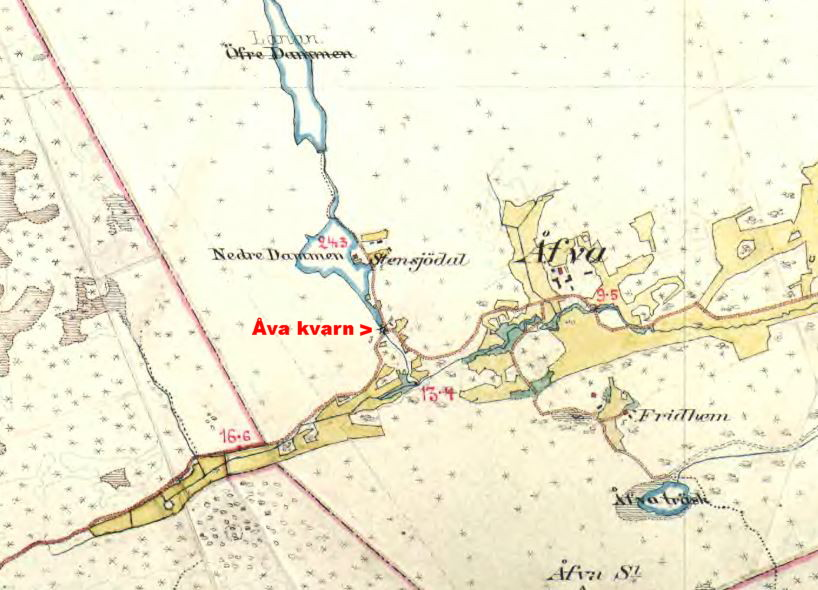
Lanan (Övre Dammen) och Nedre Dammen 1901.

Lanan är en långsmal vik av Stensjön inom Tyresta nationalpark i Tyresö kommun.

## Historik
Lanan hette ursprungligen Övre Dammen som bildades när en smal dalgång söder om Stensjön dämdes upp i slutet av 1700-talet. Tillsammans med Nedre Dammen  drev båda dammarna en vattenkvarn. Vid Nedre Dammens östra sida återfinns fortfarande mjölnarstugan, Stensjödal, från senare delen av 1700-talet (idag för uthyrning till grupper). Vid Nedre Dammens södra slut fanns (och finns fortfarande) en damm. Efter den där belägna vattenkvarnen, Åva kvarn, återstår dock bara grunden.
Under den stora skogsbranden i Tyresta nationalpark 1999 spred sig branden över det 40 meter smala sund som förbinder Stensjön och Lanan och fick fäste på östra sidan.
Lanan ingår i Åvaåns sjösystem och avrinner via Åvaån och Nedre Dammen till Åvaviken i Östersjön.

## Bilder

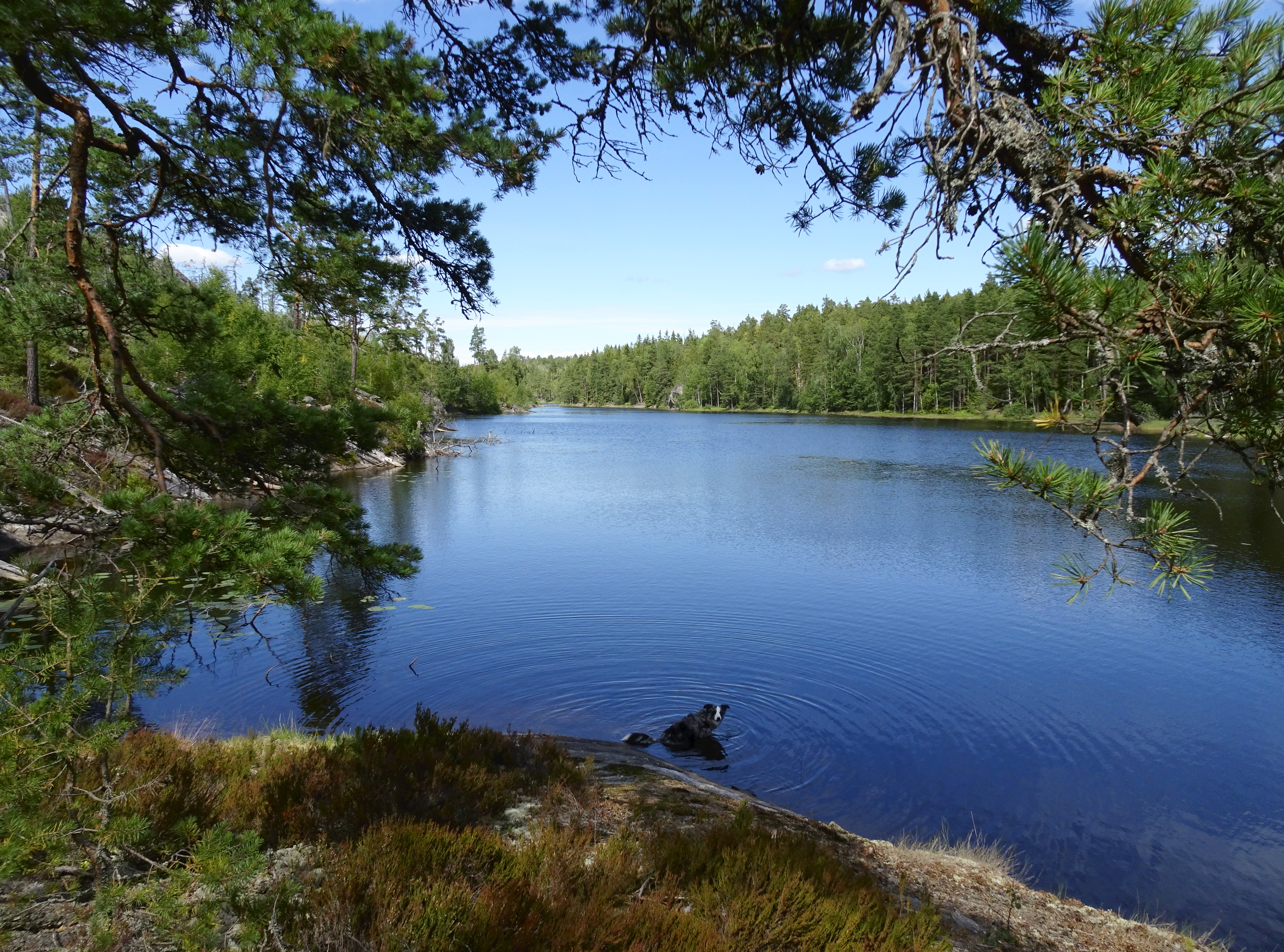
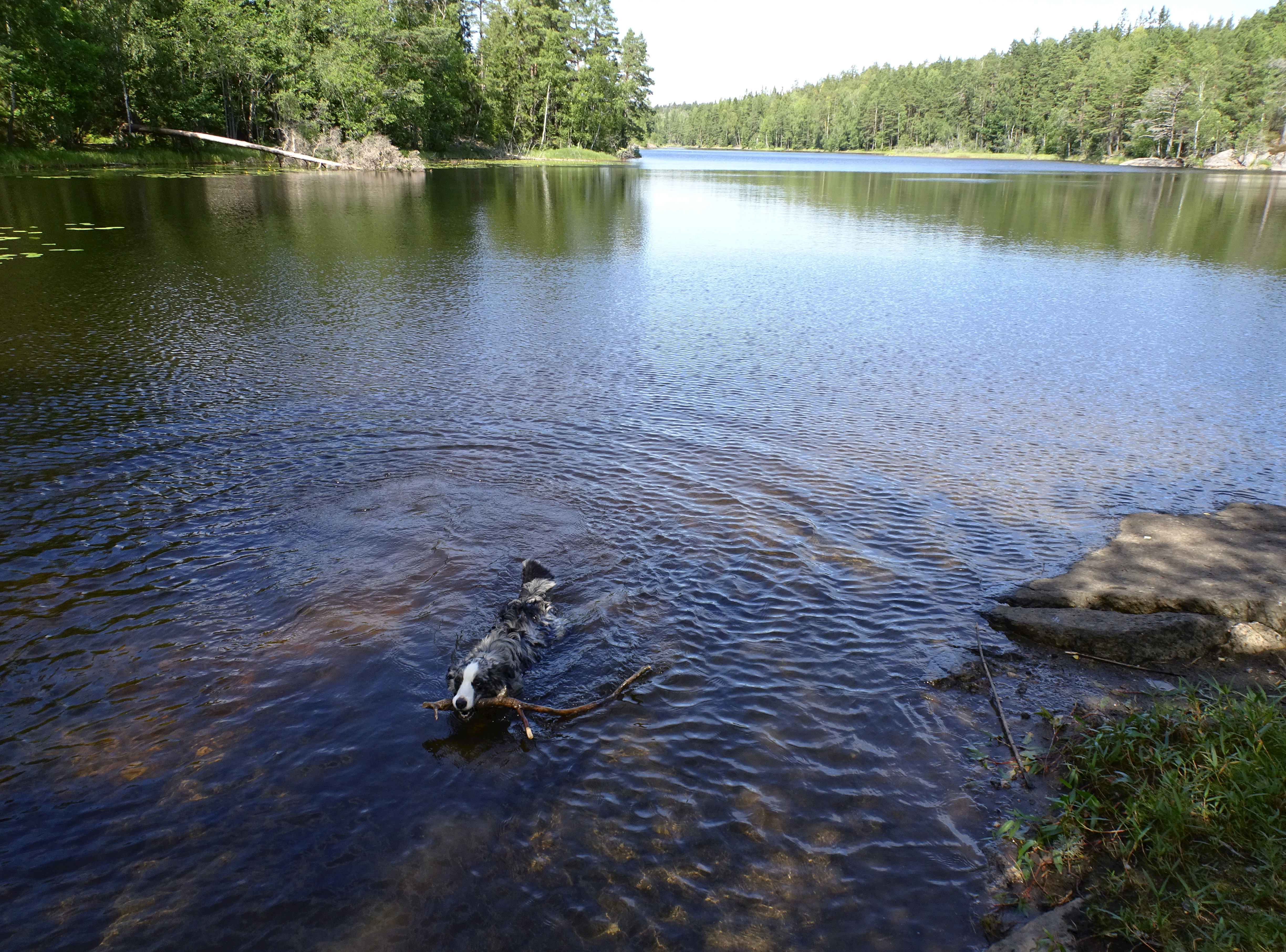
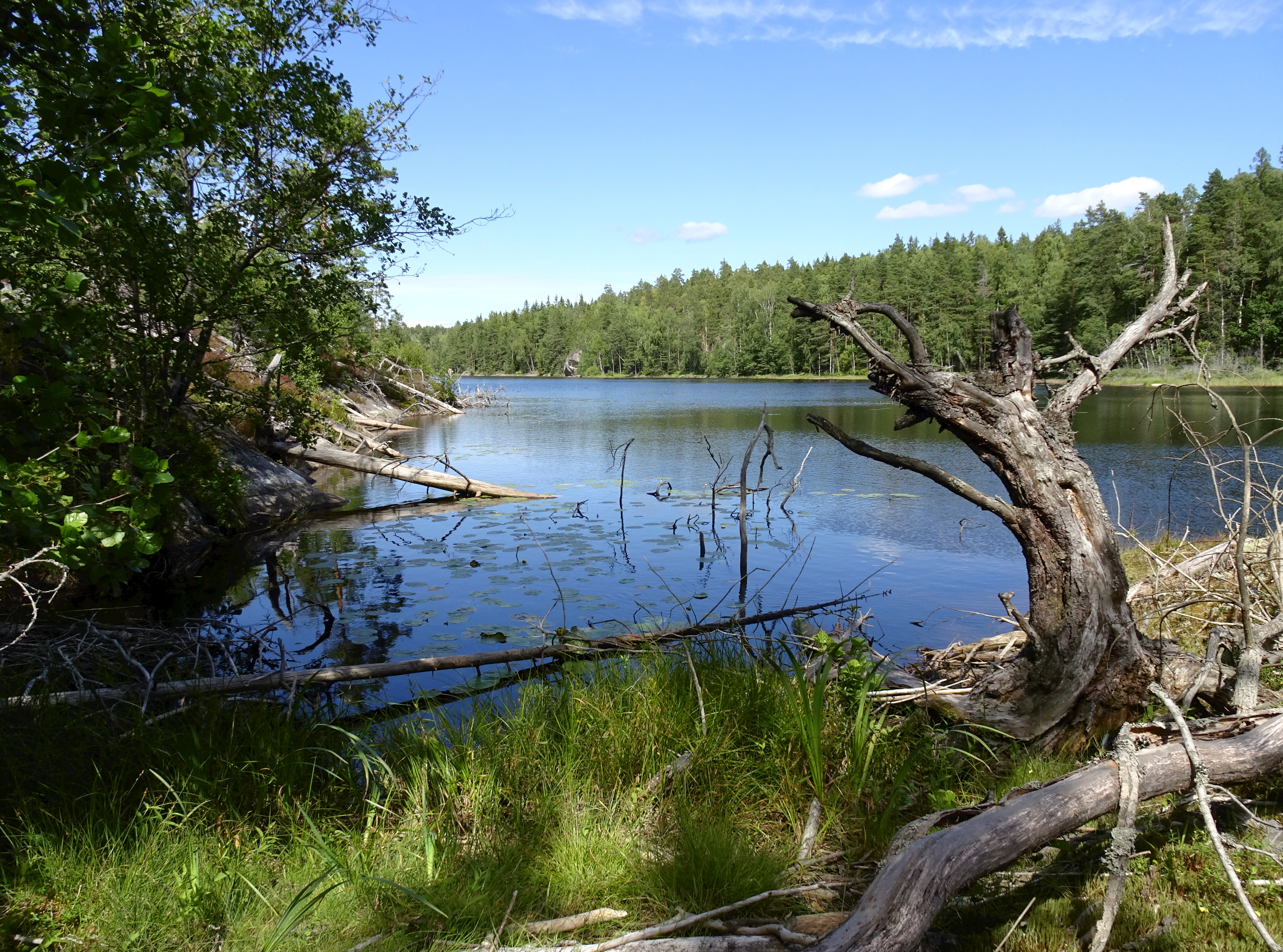
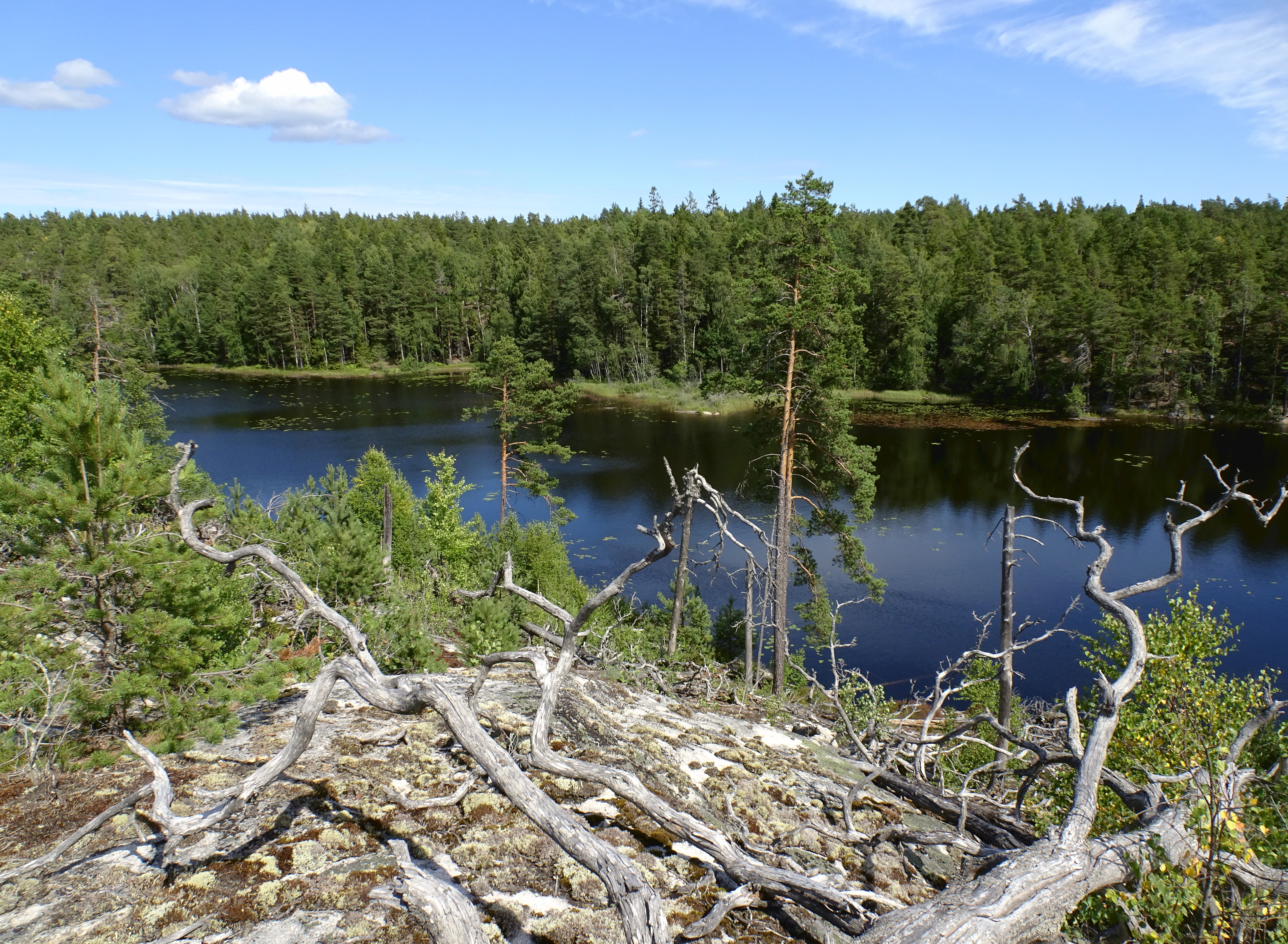